# Ribautodelphax collinus
Ribautodelphax collinus är en insektsart som först beskrevs av Karl Henrik Boheman 1847.  Ribautodelphax collinus ingår i släktet Ribautodelphax, och familjen sporrstritar. Arten är reproducerande i Sverige.